# 21 урок для 21 століття
21 урок для 21 століття (англ. 21 Lessons for the 21st Century) — це книга Ювала Ноя Харарі, що вперше була опублікована англійською мовою в серпні 2018 року у США та Великій Британії. Українською мовою книга вийшла у видавництві «BookChef». Автор присвятив книгу своєму чоловікові Іцику, мамі Пніні та бабусі Фанні.
У двадцяти одному розділі ізраїльський історик висвітлив сучасне життя: робота, свобода, ілюзії, рівність, цивілізації, релігії, імміграція, тероризм, війна, справедливість, спільне. Всі частини книги об'єднані навколо одного питання: куди ми рухаємось далі? Харарі спонукає до дискусії про глобальні виклики, що визначатимуть цивілізаційний розвиток.

## Критика
Агрегатор рецензій веб-сайт Books Marks повідомив, що 44 % критиків надали книзі «захоплюючу» рецензію, в той час як 11 % критиків «засудили» книгу. Решта критиків (вибірка з 9 рецензій) висловили або «позитивні» (22 %), або «змішані» (22 %) враження.
У The New York Times Білл Ґейтс називає книгу «захоплюючою», а самого автора «таким побудливим письменником, що навіть коли я не погоджувався, то хотів продовжувати читати й думати». Для Ґейтса Харарі «почав важливу глобальну розмову про те, як вирішити проблеми 21-го століття».
Джон Торнхілл у Financial Times сказав, що хоча «21 урок…» освітлений спалахами інтелектуальних пригод і літературного запалу, це, ймовірно, найменш яскрава з трьох книг, написаних Харарі, і багато спостережень у цій книзі неначе повторно використані з двох попередніх. Рецензія Хелен Льюїс у The Guardian не така палка, вона захоплюється «амбітністю та розмахом його роботи, що сміливо поєднує несподівані ідеї та приголомшливі спостереження».
Книга також отримала негативні відгуки. Ґевін Джейкобсон у New Statesman вважає це «дослідженням, багатообіцяючим і маловажливим» та «надто розпливчастим, або надто порожнім, щоб надати якісь значущі вказівки». У The Times Джерард ДеГрот пише: «Автор „Людини розумної“ вдало визначає майбутні кризи, проте його банальні фрази не дають відповідей».

## Російський переклад
Російський переклад книги Харарі вийшов у червні 2019 року. Однак російські ЗМІ помітили, що з перекладу виключено кілька уривків про Росію та президента Путіна . Зокрема, розділ про постправду починається в російському виданні з посилання на промови Дональда Трампа замість неправдивих заяв Путіна під час російської анексії Криму. Представники автора визнали, що ця зміна була підтверджена Харарі.
Леонід Бершидський у Moscow Times назвав це «обережністю — або, якщо назвати це більш точно, боягузтвом», а Неттанел Сльомович у Haaretz стверджував, що Харарі «жертвує ліберальними ідеями, які сам представляє». У відповідь Харарі заявив, що його «попередили, що саме через такі приклади російська цензура не дозволить розповсюджувати переклад книги», і що він «опинився перед дилемою»: «замінити кілька прикладів іншими для публікації книги в Росії» або «нічого не змінювати і нічого не публікувати». Він «надав перевагу публікації книги, тому що Росія є провідною світовою державою, і здавалося важливим, щоб ідеї книги дійшли до читачів у Росії, особливо через те, що книга залишається дуже критичною щодо режиму Путіна — лише без згадки імен».
Один із читачів книги Микола Ябченко зв'язався з представниками Харарі й отримав коментар про політику затвердження перекладів: «Щодо Вашого зауваження — загалом ми іноді допускаємо зміни в книгах через різні закони цензури і різну чутливість аудиторії в різних країнах. Наша політика ніколи не допускає будь-яких змін у ключових аргументах — тільки в конкретних прикладах — і всі зміни повинні отримати наш дозвіл. Щодо конкретної справи російського видання, то ми будемо уважно розглядати це питання».
«Моя мета полягає в тому, щоб основні ідеї книги про небезпеки диктатури, екстремізму і фанатизму охопили якомога ширшу аудиторію. У тому числі аудиторію, яка живе в країнах з недемократичним режимом. Деякі приклади в цій книзі можуть відштовхнути цю аудиторію або призвести до цензури з боку певного режиму. З цієї причини я зрідка припускаю адаптацію книг і затверджую зміни конкретних прикладів — але ніколи основних думок твору», — прокоментував російську версію перекладу Харарі.